# リショーニーム
リショーニーム（רִאשׁוֹנִים ri’šônīm）とは、ゲオーニームの後継者であり、11世紀から16世紀にかけてのハラーハーにおけるラビとその信頼性をさす言葉。	
アハローニームに対して、「最初の（リショーン）」の意味で、リショーンの複数形。

## 有名なリショーニームの一覧
- アッバー・マーリー　Abba Mari, (Minhat Kenaot) - 13世紀のフランスのタルムーディスト
- イサアク・アブラバネル　Don Isaac Abravanel, (Abarbanel) - 15世紀の哲学者・トーラー註解者
- アブラハム・イブン・ダウード　Abraham ibn Daud, (Sefer HaKabbalah) - 12世紀のスペインの哲学者
- アブラハム・イブン・エズラ　Abraham ibn Ezra, (Even Ezra) - 12世紀のスペインと北アフリカの聖書註解者
- アムラム・ガオン　Amram Gaon - 9世紀のシッドゥールの編纂者
- アシェル・ベン・イェヒエル　Asher ben Jehiel, (Rosh) - 13世紀のドイツ出身のスペインのタルムーディスト
- バフヤー・イブン・パクダ　Bahya ibn Paquda, (Hovot ha-Levavot), 11責のスペインの哲学者・モラリスト
- ハナンエル・ベン・フシエル　Chananel Ben Chushiel (Rabbeinu Chananel), 10世紀のチュニジアのタルムーディスト
- ハスダイ・クレスカス　Hasdai Crescas, (Or Hashem), 14世紀のタルムーディスト・哲学者
- ドゥナシュ・ベン・ラブラート　Dunash ben Labrat, 10責の文法家・詩人
- ラッベーヌー・ゲルショーム　Rabbenu Gershom, 11世紀のドイツのタルムーディスト・トーラー学者（legalist）
- ゲルソニデス　Gersonides, Levi ben Gershom, (Ralbag), 14世紀のフランスのタルムーディスト・哲学者
- エリエゼル・ベン・ナータン　Eliezer ben Nathan, 12世紀の詩人・敬虔主義者
- ヒレル・ベン・エリアキム　Hillel ben Eliakim, (Rabbeinu Hillel), 12世紀のタルムードで、ラシの門人
- イブン・ティボン家　Ibn Tibbon, 12世紀・13世紀のスペインとフランスの学者・翻訳家・指導者の一族
- イツハーク・アルファーシー　Isaac Alfasi, (the Rif), 12世紀の北アフリカとスペインのタルムーディスト・ハラーヒスト。「セーフェル・ハー＝ハラーホート」、レスポンサを集成したリフ版タルムードの作者
- ヤコブ・ベン・アシェル　Jacob ben Asher, (Baal ha-Turim ; Arbaah Turim), 14世紀のドイツ出身のスペインのハラーヒスト
- ヨセフ・アルボ　Joseph Albo, (Sefer Ikkarim) 15世紀のスペインのラビ
- ヨセフ・イブン・ミガシュ　Joseph ibn Migash 12世紀のスペインのタルムーディスト・ローシュ・イェシーバー。マイモニデスの父マイモーンの師
- メイール・アブラフィア　Meir Abulafia, (Yad Ramah), 13世紀のスペインのタルムーディスト
- マイモニデス　Maimonides, Moshe Ben Maimon, (Rambam), 13世紀のスペインと北アフリカのタルムーディスト・哲学者・トーラー編纂者
- ナフマニデス　Nahmanides, Moshe ben Nahman, (Ramban), 13世紀のスペインとイスラエルの地のタルムーディスト・神秘主義者
- ニッシム・ベン・ヤアコーブ　Nissim Ben Jacob (Rav Nissim Gaon) 10世紀のチュニジアのタルムーディスト
- ジェローナのニッシム　Nissim of Gerona, (RaN), 14世紀のハラーヒスト・タルムーディスト
- ラシ　Rashi, (Solomon ben Yitzchak), 11世紀のタルムーディスト、タルムードの主要な註解者
- エルアーザル・ロケーアハ　Elazar Rokeach, (Sefer HaRokeach) 12世紀のドイツのラビ・学者
- サアディア・ガオン　Saadia Gaon, (Emunoth ve-Deoth ; Siddur) 10世紀のレーシュ・ガルーター（exilarch, 捕囚民長）、バビロニアの指導者
- シェムーエール・イェフーダー・イブン・ティッボーン（シュムエル・イブン・ティボン）　Samuel ben Judah ibn Tibbon, 12世紀から13世紀のマイモニデスの流れを汲む哲学者・翻訳者
- トサフィスト達（トスフォート）　Tosafists, (Tosfot) フランスとドイツの11世紀、12世紀、13世紀のタルムード学者
- イェフダ・ハレヴィ　Yehuda Halevi, (Kuzari), 12世紀のスペインの哲学者、シオンにささげられた詩の作者
- ダーウィド・ハッレーウィー・セガール　David HaLevi Segal, (Taz) - 16世紀のハラーヒスト、シュルハン・アルーフ註解者
- モーシェ・アルシーフ　Moses Alshich, (Alshich) 16世紀の註解者（commentator）
- メナヘム・メーイーリー　Menachem Meiri, (Meiri) 13世紀のタルムーディスト
- ヨーム・トーブ・アセヴィリ　Yom Tov Asevilli, (Ritva) 13世紀のタルムーディスト
- シュロモー・イブン・アデレト　Solomon ben Aderet, (Rashba) 13世紀のタルムーディスト
- アハローン・ハッレーウィー　Aharon HaLevi, (Ra'ah) 13世紀のタルムーディスト